# 袁桥镇 (德州市)
袁桥镇，是中华人民共和国山東省德州市德城区下辖的一个乡镇级行政单位。

## 行政区划
袁桥镇下辖以下地区：
袁桥社区、胡庄社区、牟庄社区、程官屯社区、碾子赵社区、孟集社区、后赵社区、王官社区、尹庄社区、香坊赵社区、庄科社区、郑庄社区、乔庄社区和官道魏社区。